# Star 80
Star 80, auch Star 80 – Tod eines Playmates ist der Titel eines US-amerikanischen Dramas aus dem Jahr 1983. 
Nach einer wahren Begebenheit verfilmte Bob Fosse die Geschichte des am 14. August 1980 ermordeten Playboy-Playmates Dorothy Stratten. 

## Handlung
Die achtzehnjährige Dorothy Hoogstraten arbeitet bei Dairy Queen in ihrer Heimatstadt Vancouver, als sie Paul Snider kennenlernt, einen Künstler und Zuhälter. Schon früh zeigt sich, dass Paul stark zu Eifersucht neigt. Dennoch schafft er es, Dorothy für sich zu gewinnen. Gemeinsam machen sie Nacktbilder von ihr und senden sie dem Playboy zu, woraufhin Dorothy nach Los Angeles eingeladen wird für ein Treffen mit einem professionellen Fotografen.
Der Besitzer des Playboy Hugh Hefner gibt Dorothy einen Job als „Bunny“ im Playboy Club von Los Angeles. Sie wird schließlich Playmate of the Month für die Ausgabe vom August 1979 mit ihrem neuen Namen Dorothy Stratten.
Paul gibt vieles von dem eingenommenen Geld von Dorothy aus, u. a. kauft er sich einen Mercedes. Dorothy freundet sich in der Zwischenzeit mit dem Filmregisseur Aram Nicholas an. Paul wird eifersüchtig auf diesen und heuert einen Detektiv an, der berichtet, Dorothy und Aram würden miteinander schlafen. Daraufhin kauft Paul sich eine Schrotflinte.
Paul bittet Dorothy um eine letzte Chance und überzeugt sie schließlich, sich mit ihm ein letztes Mal in ihrem Haus zu treffen. Zuerst versucht Paul, sie zu überzeugen, ihn nicht zu verlassen, bis er schließlich in Wut verfällt und sie vergewaltigt. Danach schießt er Dorothy mit seiner Schrotflinte ins Gesicht und tötet sie damit. Danach richtet er die Waffe auf sich.

## Kritik
- Lexikon des internationalen Films: „Die perfekt-routinierte Inszenierung Fosses kann sich nicht entscheiden, ob sie eher aufklärerisch-abschreckend oder unterhaltsam wirken will.“[1]

## Auszeichnungen
Eric Roberts wurde für seine Rolle als Paul Snider für den Golden Globe nominiert. Regisseur Bob Fosse erhielt eine Nominierung für den Goldenen Bären 1984. 

## Hintergrund
Star 80 war der letzte Film von Bob Fosse; er verstarb 1987. 